# Hippomobile
La hippomobile è uno dei primi veicoli "auto-mobili" della storia, progettato e realizzato da Étienne Lenoir nel 1862.

## Storia
Applicando l'invenzione del motore a gas, ideata dallo stesso Lenoir nel 1860, venne realizzato il triciclo hippomobile per il trasporto delle persone.

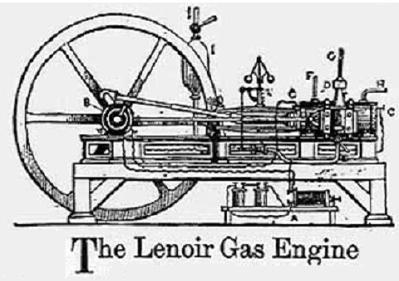
Il motore a gas di Lenoir

Costruito con gli stessi materiali e concezioni di un carro, era dotato di un propulsore monocilindrico con distribuzione a due tempi, del tipo a "ciclo naturale", alimentato con miscela di gas idrogeno, ricavato dall'acqua per elettrolisi.
Si trattava di un motore con cilindro orizzontale, alimentato dalla caduta naturale della miscela ed espulsione verso il basso dei gas combusti. Questo tipo di alimentazione adottata per il veicolo sperimentale venne sostituita da quella a gas di carbone per gli esemplari destinati alla vendita.
Non si conosce il numero di hippomobili prodotti, ma viene stimato che Lenoir abbia costruito il proprio motore in circa 400 unità, comprese quelle destinate ad altre applicazioni.
La prima hippomobile alimentata ad idrogeno, in un test dimostrativo per la stampa eseguito nel 1862, riuscì a superare la velocità di 6 km/h, coprendo la distanza di 18 km, da Parigi a Joinville-le-Pont, in poco meno di 3 ore.